# 大发瑶族乡
大发瑶族乡是中华人民共和国广西壮族自治区桂林市平乐县下辖的一个民族乡。

## 行政区划
大发瑶族乡下辖以下村级行政区划单位：
黄龙村、大发村、苍板村、印山村、塘冲村、四冲村、福瑶村、广运村、大田村和巴江村。